# Kleeer
Kleeer est un groupe américain de funk, soul et disco fondé en 1972 à New York.

## Membres
- Woodrow « Woody » Cunningham † : chant, batterie
- Paul Crutchfield : chant, percussions
- Richard Lee : guitare
- Norman Durham † : basse

## Carrière
En 1974, le groupe devient The Jam Band, puis Pipeline en 1975 et Universal Robot Band de 1976 à 1978, avant de reprendre le nom de Kleeer en 1978 chez Atlantic Records.
Le morceau Get Tough est une attaque envers les preneurs d'otages des soldats de l'armée américaine en Iran. 
Le groupe se sépare en 1985.
Woody Cunningham reprend une carrière solo dix ans après la séparation du groupe et publie deux albums de RnB en 2000. Il décède le 9 janvier 2010 à l'âge de 61 ans. 
Norman Durham meurt d'une intoxication au monoxyde de carbone dans sa maison de Chestnut Ridge, État de New York, le 2 novembre 2011 à l'âge de 59 ans.

## Discographie

### Albums studio
- 1979 : I Love to Dance
- 1980 : Winners
- 1981 : License to Dream
- 1982 : Get Ready
- 1982 : Taste the Music
- 1984 : Intimate Connection
- 1985 : Seekret